# Mahadeopahar
Mahadeopahar és un grup de muntanyes al districte d'Hoshangabad a Madhya Pradesh, aïllades de la serralada de Satpura per diversos rius o rierols i encerclades pels rius Denwa i Sonbhadra que s'uneixen al nord de la vall. Hi ha l'estació de muntanya de Pachmarhi, a uns 1.200 metres a l'altiplà de Mahadeopahar a uns 50 km de l'estació de tren de Piparia.